# Trichillum morellii
Trichillum morellii är en skalbaggsart som beskrevs av Verdu och Eduardo Galante 1997. Trichillum morellii ingår i släktet Trichillum och familjen bladhorningar. Inga underarter finns listade i Catalogue of Life.